# 591
591 је била проста година.

## Догађаји
- Византијско-персијски рат (572—591): цар Маврикије, видећи прилику да оконча продужени рат у корист Константинопоља, помаже Хозроја II да поврати персијски престо. Он шаље византијску војску (35.000 људи) под Нарзесом у Месопотамију, кроз Сирију. У исто време, експедиционе снаге у Јерменији напредују кроз Кавкаску Иберију у Медију (савремени Азербејџан).
- Битка код Бларатона: Персијска војска од око 40.000 људи под краљем Бахрамом VI поражена је од Византинаца у низији близу Ганзака (северозападни Иран). Бахрам бежи да потражи уточиште код Турака у Централној Азији, и настањује се у Фергани. Међутим, након неког времена, убија га унајмљени убица Хозроја II.
- Лето – Морис започиње серију војних похода са циљем да сачува балканске провинције од Авара и Словена. Он успоставља дунавску границу (Лимес Моесиае) од Делте до града-тврђаве Сингидунум (Београд) и дозвољава Византинцима да поново потврде своју власт у унутрашњости.
- Агилулфа, рођака Аутарија (званог „Тиринжанин“), ломбардски ратници у Милану подижу на штит (свечана инвестиција). По савету лангобардских војвода (дук) постаје краљ Лангобарда. Агилулф се жени удовицом краљицом Теоделиндом и крсти се да јој угоди.
- Велики Словенски поход на Тракију.
- Обнова државности Западног Картлија и Јерменије.
- Арехис I је наследио свог стрица Зота као други војвода од Беневента.
- Рој скакаваца уништава жетву у северној Италији.
- Хозроје II је поново постављен за краља Персијског царства. Мир са Цариградом је закључен после готово 20 година рата. Морис прима персијске провинције Јерменију и Грузију. Признавање традиционалних граница и престанак субвенционисања кавкаских утврђења оставља Византинце у доминантном положају у њиховим односима са Персијом.
- Изграђен је први градски зид Хангџоуа (Источна Кина).
- 21. мај – Мезоамерички терен за игру је посвећен у граду Маја Чинкултик (Мексико).
- Папа Гргур I критикује бискупе Арла и Марсеја што су дозволили присилно крштење Јевреја у Прованси (Француска).
- Јнанагупта, авганистански будистички монах, преводи Вималакирти Сутру на кинески језик.